# Kamedji
Kamedji est une commune située dans le département de Koudougou de la province de Boulkiemdé dans la région du Centre-Ouest au Burkina Faso.

## Éducation et santé
La commune accueille un centre de santé et de promotion sociale (CSPS).
Le village possède une école primaire publique.